# Эбишер, Мишель
Мише́ль Э́бишер (нем. Michel Aebischer; 6 января 1997 года, Швейцария) — швейцарский футболист, полузащитник итальянского клуба «Болонья» и сборной Швейцарии. Участник чемпионата мира 2022 и чемпионата Европы 2024.

## Клубная карьера
Является воспитанником швейцарского клуба Янг Бойз, в академию которого попал в 2013 году. В сезоне 2016/2017 стал подтягиваться к тренировкам с основной командой. 10 сентября 2016 года дебютировал в швейцарском чемпионате в поединке против «Люцерна», выйдя на замену на 89-й минуте вместо Йорика Раве.

## Достижения

### Командные
«Янг Бойз»
- Чемпион Швейцарии (3): 2017/18, 2018/19, 2019/20